# Ross-Expedition

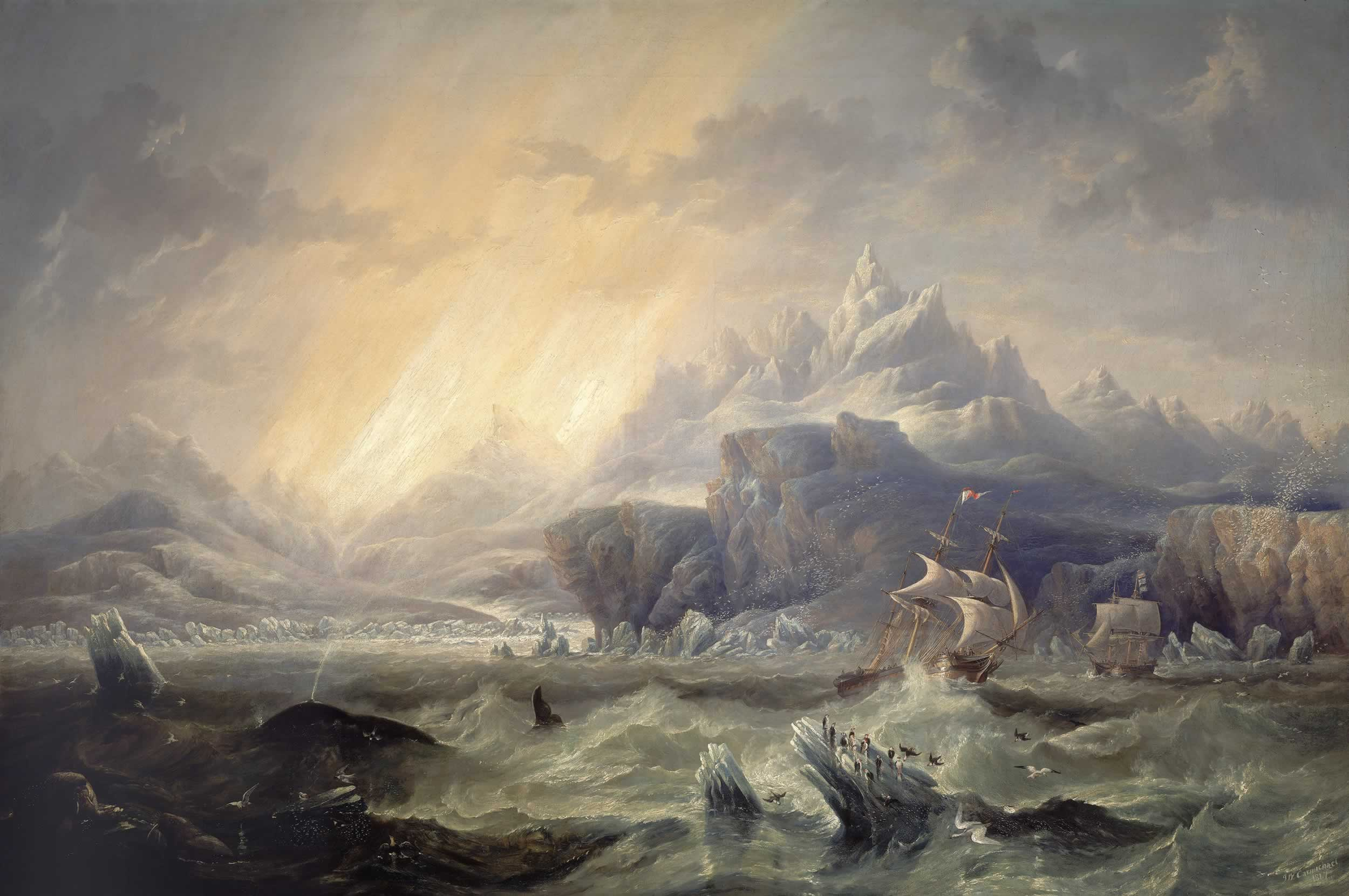
Erebus und Terror in der Antarktis von James Wilson Carmichael (1847)

Die Ross-Expedition war eine wissenschaftliche Expedition in die Antarktis in den Jahren 1839 bis 1843 unter der Leitung von James Clark Ross mit zwei ehemaligen Kriegsschiffen, der Erebus und der Terror. Sie erforschte das heutige Rossmeer und entdeckte das Ross-Schelfeis. Während der Expedition entdeckte Ross das Transantarktische Gebirge und die Vulkane Mount Erebus und Mount Terror, die er nach seinen Schiffen benannte. Der junge Botaniker Joseph Dalton Hooker machte sich durch die Expedition einen Namen.
Die Expedition ermittelte die Position des magnetischen Südpols und machte umfangreiche Beobachtungen zur Zoologie und Botanik der Region, die zu einer Monografie über die Zoologie und einer Reihe von detaillierten Monografien von Hooker über die Botanik führten, die unter dem Titel „Flora Antarctica“ zusammengefasst und zwischen 1843 und 1859 veröffentlicht wurden. Bei der Expedition wurde die Rossrobbe entdeckt, die nur in der Antarktis vorkommt.

## Expedition

### Teilnehmer

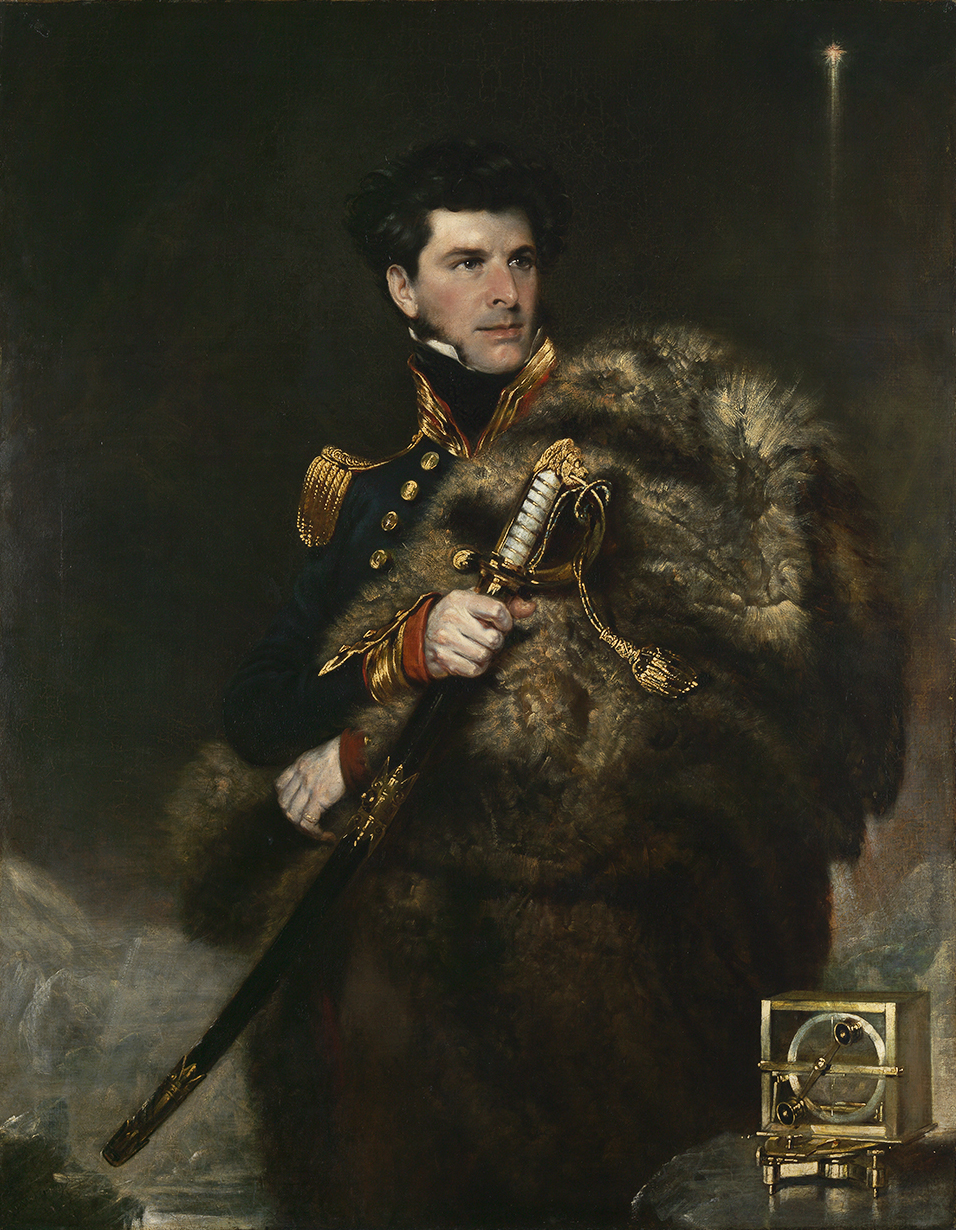
Porträt of Sir James Clark Ross durch John R. Wildman

Die Expedition wurde von James Clark Ross, einem Kapitän der Royal Navy, geleitet, der die Erebus kommandierte. Die Terror wurde von Francis Crozier, einem engen Freund von Ross, befehligt.
Der Botaniker Joseph Dalton Hooker war mit 23 Jahren der jüngste Teilnehmer der Expedition und zunächst als Assistent von Robert McCormick tätig, für den er Tiere, Pflanzen und geologisches Material sammelte. Thomas Abernethy war Kanonier und hatte bereits an früheren Arktisexpeditionen mit Ross teilgenommen hatte. Hooker wurde später einer der bedeutendsten Botaniker Englands, wobei er eng mit Charles Darwin befreundet und zwanzig Jahre lang Direktor der Königlichen Botanischen Gärten in Kew war. McCormick war auf der zweiten Reise der Beagle unter Kapitän Robert FitzRoy als Schiffsarzt tätig.

### Schiffe
Die Expedition wurde mit zwei ungewöhnlich starken ehemaligen Kriegsschiffen durchgeführt, der Erebus und der Terror. Beide waren Bombarden, die mit ihren Mörsern schwere Granaten in einem steilen Winkel über Verteidigungsanlagen abfeuern sollten, und hatten dementsprechend einen starken Rumpf, um dem beträchtlichen Rückstoß dieser drei Tonnen schweren Waffen standzuhalten. Aufgrund ihrer soliden Bauweise waren sie ideal für den Einsatz im Packeis geeignet, das andere Schiffe zerquetschen konnte. Die 372 Tonnen schwere Erebus war mit zwei Mörsern – einem 13 inch (330 mm) und einem 10 inch (250 mm) – und 10 Kanonen bewaffnet.

### Reiseverlauf

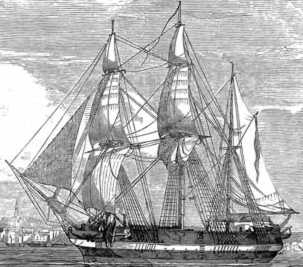
Ein Schiff der Expedition, entweder Erebus oder Terror, aus der Illustrated London News (1845)

Im September 1839 verließen die Erebus und die Terror Chatham und erreichten im August 1840 Tasmanien (damals Van-Diemens-Land). Am 21. November 1840 brachen sie in die Antarktis auf. Im Januar 1841 landeten die Schiffe auf Viktorialand und sie benannten als Erstentdecker Teile der Landschaft nach britischen Politikern, Wissenschaftlern und Bekannten. Der Mount Erebus auf der Ross-Insel wurde nach dem einen Schiff benannt, der Mount Terror nach dem anderen. Die McMurdo-Bucht wurde nach Archibald McMurdo, dem Oberleutnant der Terror, benannt.

Als sie am 28. Januar 1841 den Breitengrad 76° Süd erreichten, entdeckten sie
...eine niedrige weiße Linie, die sich von ihrem östlichen Endpunkt so weit das Auge reichte, erstreckte... Sie bot eine außergewöhnliche Erscheinung, nahm allmählich an Höhe zu, je näher wir ihr kamen, und erwies sich schließlich als eine senkrechte Klippe aus Eis, zwischen hundertfünfzig und zweihundert Fuß über dem Meeresspiegel, vollkommen flach und eben an der Spitze, und ohne irgendwelche Risse oder Vorsprünge auf ihrer ebenen Meerseite.
Ross nannte dies die Eisformation „Große Eisbarriere“, die heute als Ross-Schelfeis bekannt ist. Diese konnten sie nicht durchfahren, obwohl sie ihr in östlicher Richtung folgten, bis die späte Jahreszeit sie zur Rückkehr nach Tasmanien zwang. Im folgenden Sommer 1841 setzte Ross die Vermessung der „Große Eisbarriere“ fort und folgte ihr weiter nach Osten. Beide Schiffe überwinterten in Port-Louis auf den Falklandinseln und brachen im September 1842 auf, um die Antarktische Halbinsel zu erforschen, wo sie Magnetismusstudien durchführten und mit ozeanographischen Daten und Sammlungen von botanischen und ornithologischen Exemplaren zurückkehrten.
Die Expedition kehrte am 4. September 1843 nach England zurück, nachdem sie die Existenz des Südkontinent bestätigt und einen großen Teil seiner Küste kartiert hatten. Die Ross-Expedition war die letzte große Forschungsreise, die ausschließlich mit reinen Segelschiffen unternommen wurde. Sowohl die Erebus als auch die Terror wurden später mit Dampfmaschinen ausgestattet und für die Franklin-Expedition von 1845 bis 1848 zur Erkundung der Nordwestpassage eingesetzt, bei der beide Schiffe und die gesamte Besatzung letztlich verloren gingen.

## Entdeckungen

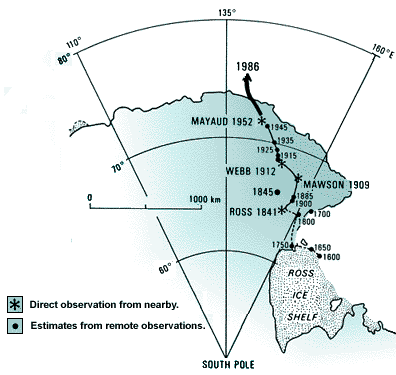
Verschiebung des Magnetischen Südpols auf Basis von Beobachtungen durch Ross und Vorhersagen

### Geografie
Ross entdeckte das riesige Ross-Schelfeis, stellte richtig fest, dass es die Quelle der tafelförmigen Eisberge im Südpolarmeer war, und trug dazu bei, die Wissenschaft der Glaziologie zu begründen. Er entdeckte auch das Transantarktische Gebirge und die Vulkane Erebus und Terror, die nach seinen Schiffen benannt sind.

### Magnetismus
Das Hauptziel der Ross-Expedition war es, die Position des magnetischen Südpols durch Beobachtungen des Erdmagnetismus auf der Südhalbkugel zu bestimmen. Ross erreichte den Pol nicht, aber er konnte seine Position bestimmen. Die Expedition erstellte die ersten genauen Karten der magnetischen Deklination, der magnetischen Inklination und der magnetischen Intensität, die die weniger genauen Karten der früheren Expeditionen von Charles Wilkes und Jules Dumont d’Urville ablösten.

### Zoologie

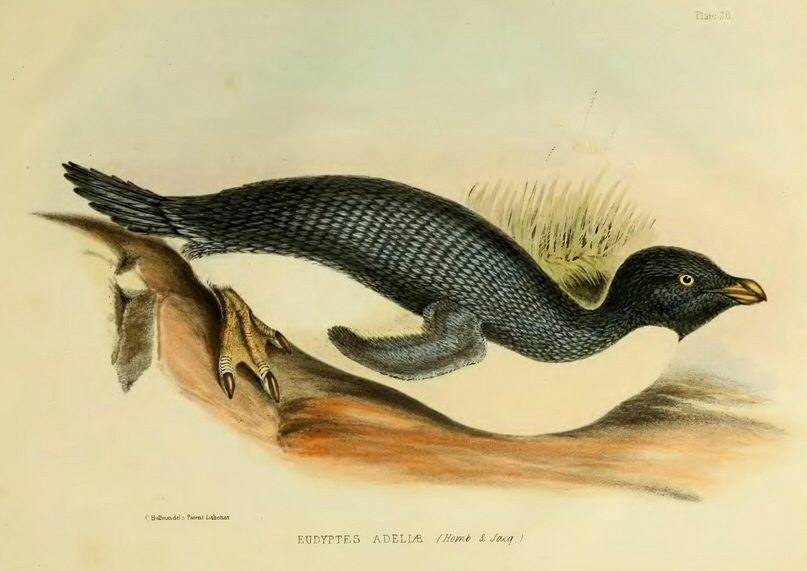
Adeliepinguin, gezeichnet von C. Hillman (1875)

Zu den zoologischen Entdeckungen der Expedition gehörte eine Sammlung von Vögeln. Sie wurden von George Robert Gray und Richard Bowdler Sharpe in The Zoology of the Voyage of HMS Erebus & HMS Terror beschrieben und illustriert.
Die Expedition war die erste, die die Rossrobbe beschrieb, deren Lebensraum auf das Packeis beschränkt ist.

### Botanik

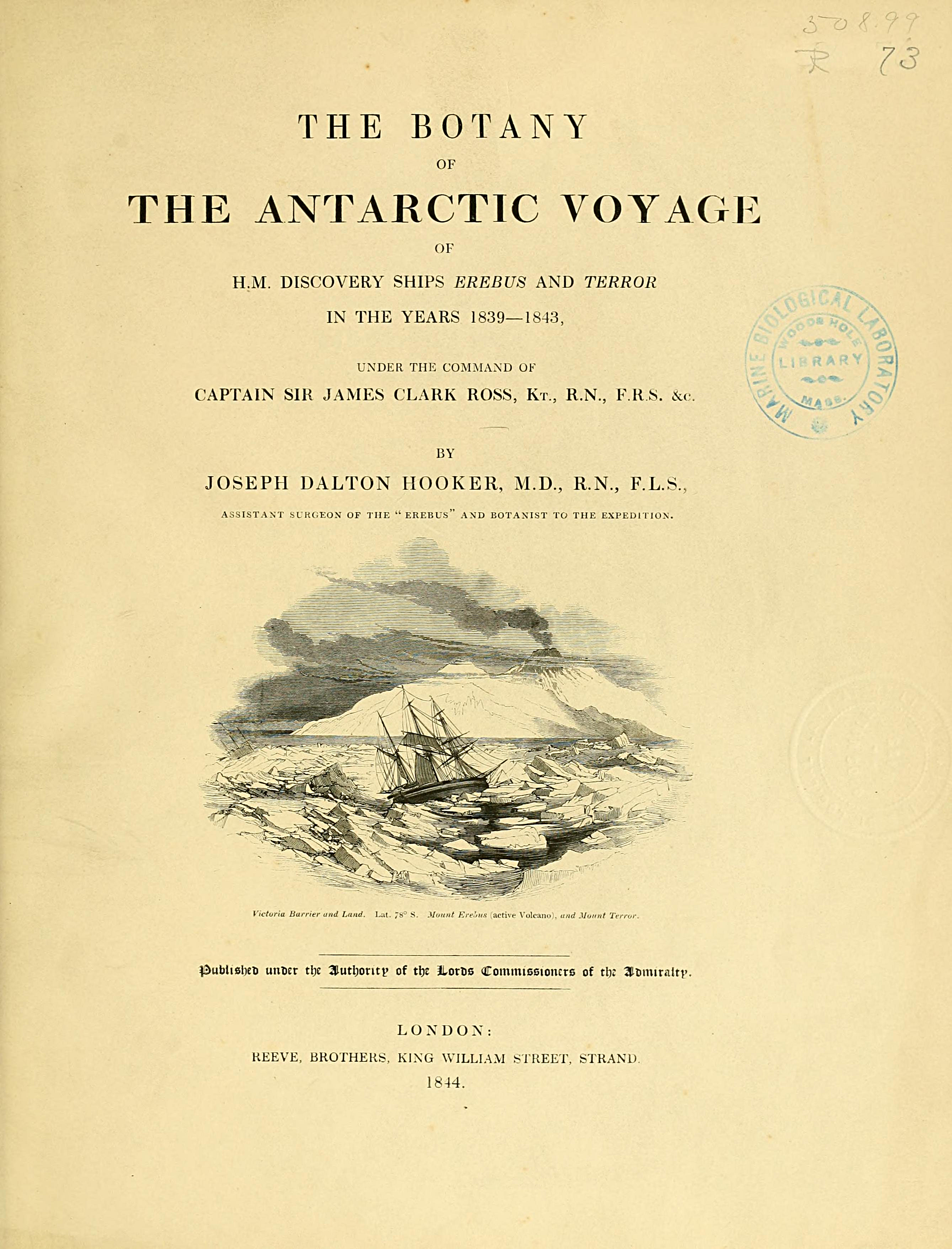
Titelseite der Flora Antarctica (1844–1846)

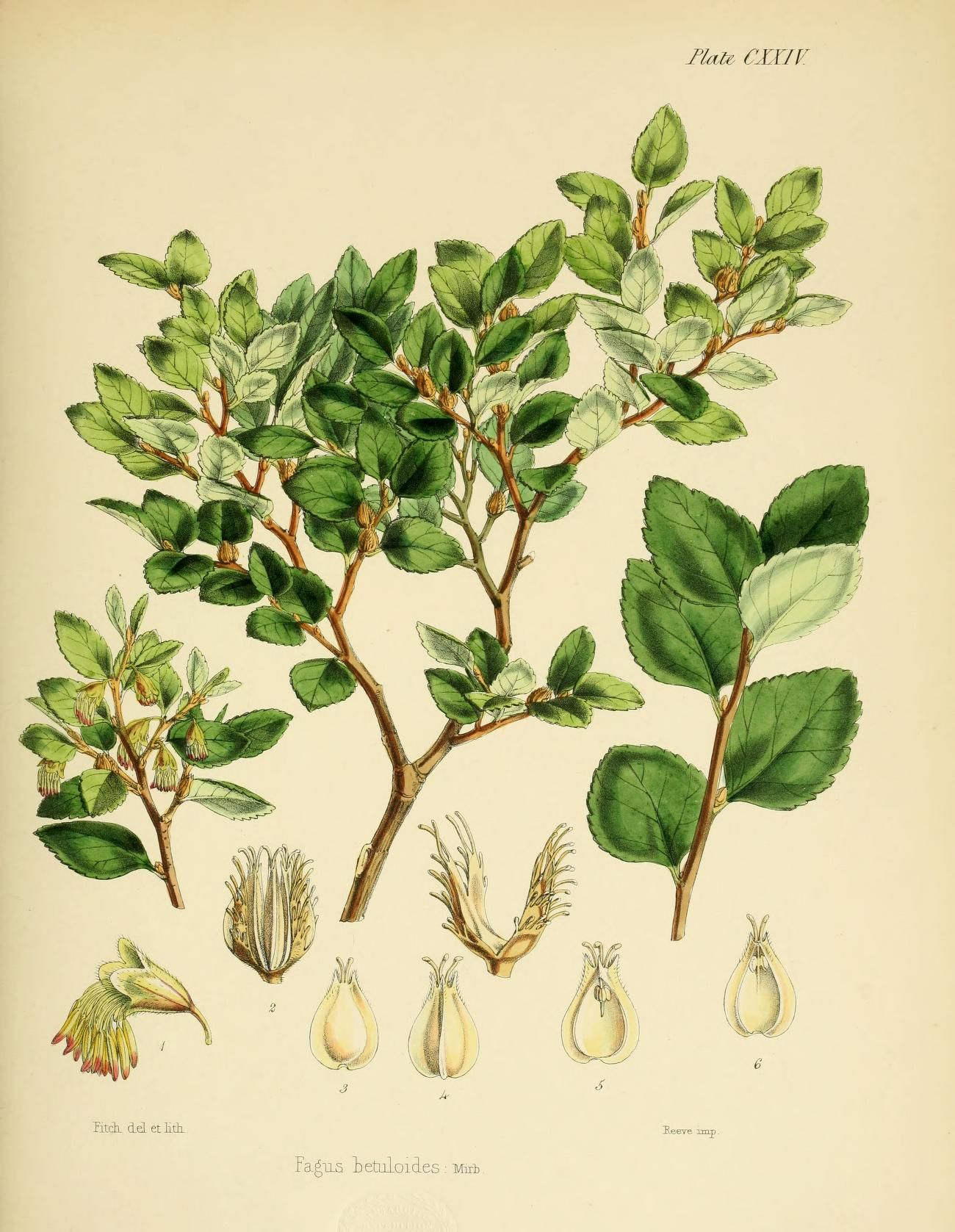
Magellan-Südbuche (Flora Antarctica, Zeichnung CXXIV)

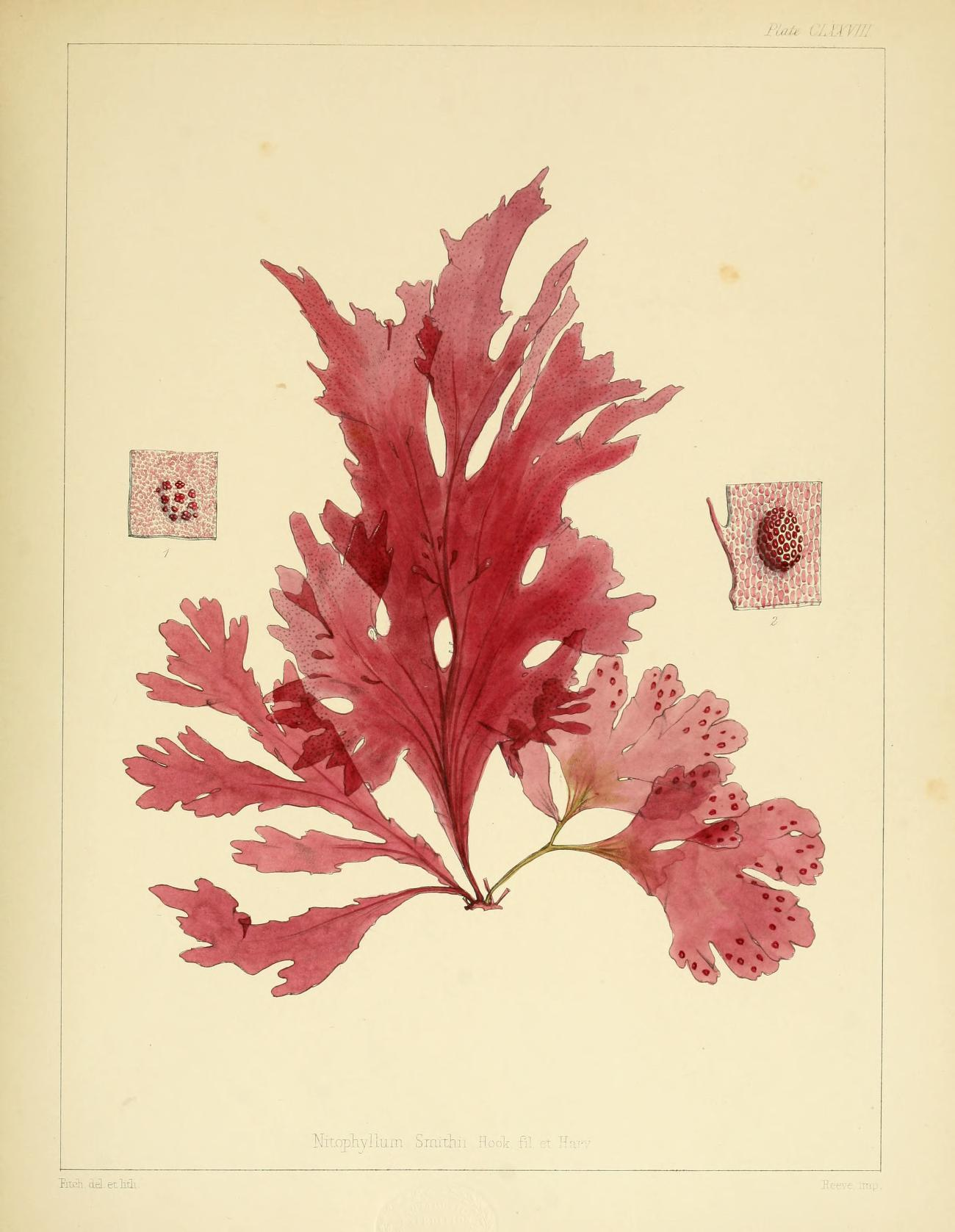
Die Rotalge Nitophyllum smithi

Die botanischen Entdeckungen der Expedition wurden in der vierteiligen Flora Antarctica von Joseph Dalton Hooker (1843–1859) dokumentiert. Sie umfasste insgesamt sechs Bände (die Teile III und IV jeweils in zwei Bänden), beschrieb etwa 3000 Arten und enthielt 530 Zeichnungen mit insgesamt 1095 beschriebenen Arten. Es war vollständig von Walter Hood Fitch illustriert. Die Titel sind:
- Teil I Flora of Lord Auckland and Campbell’s Islands (1843–45)
- Teil II Flora of Fuegia, the Falklands, Kerguellen’s land, etc (1845–47)
- Teil III Flora Novae-Zelandiae|Flora of New Zealand (1851–53) (2 Bände)
- Teil IV Flora Tasmaniae|Flora of Tasmania (1853–59) (2 Bände)

Hooker schenkte Charles Darwin ein Exemplar des ersten Teils der Flora, woraufhin sich Darwin bedankte und im November 1845 zustimmte, dass die geografische Verteilung der Organismen „der Schlüssel sein werde, der das Geheimnis der Arten entschlüsseln wird“.

## Rezeption
Der norwegische Forscher Roald Amundsen schrieb 1912 über die Ross-Expedition: „Nur wenige Menschen der heutigen Zeit sind in der Lage, diese Heldentat, diesen glänzenden Beweis menschlichen Mutes und menschlicher Energie richtig zu würdigen. Mit zwei schwerfälligen Booten – regelrechten ‚Wannen‘ nach unseren Vorstellungen – segelten diese Männer mitten in das Packeis hinein, das für alle früheren Entdecker den sicheren Tod bedeutete … Diese Männer waren Helden – Helden im höchsten Sinne des Wortes.“
W. H. Walton bezeichnete Hookers Flora Antarctica 2013 in seinem Buch Antarctica: Global Science from a Frozen Continent als „eine wichtige Referenz bis zum heutigen Tag, da sie alle Pflanzen, die [Hooker] sowohl in der Antarktis als auch auf den subantarktischen Inseln gefunden hat“, umfasste und besser gealtert sei als Ross’ Tiefseesondierungen, die mit „unzureichender Ausrüstung“ gemacht wurden.
In Michael Palins Sachbuch Erebus über die Geschichte des gleichnamigen Schiffes gleichen Namens geht es zum Großteil um die Ross-Expedition. Insbesondere werden hier die Gedanken der Teilnehmer zur Expedition hervorgehoben, ähnlich eines Reiseberichts beschrieben und aus Sicht Palins kommentiert.